# Mormoops megalophylla
Mormoops megalophylla of spookgezichtvleermuis is een vleermuis uit het geslacht Mormoops die voorkomt van Zuid-Texas en Zuid-Arizona (VS) tot Noordwest-Peru, Noord-Venezuela en de nabijgelegen eilanden Aruba, Curaçao, Bonaire, Isla Margarita en Trinidad. Als Pleistoceen fossiel is de soort ook bekend van Zuidoost-Brazilië, de Grote Antillen, Florida en de Bahama's. Er zijn vier ondersoorten: M. m. carteri Smith, 1972 (Ecuador en Peru), M. m. intermedia Miller, 1900 (Aruba, Curaçao en Bonaire), M. m. tumidiceps Miller, 1902 (Colombia, Venezuela en Trinidad) en M. m. megalophylla (Peters, 1864) (Midden-Amerika).
Deze soort heeft een lange, bruin- tot grijsachtige rugvacht. De onderkant is wat lichter. De nek is bedekt met stijve, lichtere haren. Het gezicht is bedekt met een complex patroon van huidplooien. De korte, ronde oren bevatten plooien die zich tot bij de ogen uitstrekken. De kop-romplengte bedraagt 61 tot 76 mm, de oorlengte 19 tot 31 mm, de voorarmlengte 51 tot 59 mm, de achtervoetlengte 10 tot 13 mm, de oorlengte 13 tot 17 mm en het gewicht 12 tot 20 g. Het karyotype bedraagt 2n=38, FN=62.
Deze soort komt voor tot op 3000 m hoogte in allerlei habitats van regenwoud tot droog bosland. In natte, warme laaglanden is hij het meest algemeen. Het dier overnacht vaak in oude mijngangen, waarin zich kolonies van wel 500 000 dieren kunnen vormen, hoewel de meeste kolonies veel kleiner zijn. Hij eet relatief grote insecten als motten, kevers en vliegen. Er zijn drachtige vrouwtjes gevonden van februari tot juni. Allemaal hadden ze slechts één embryo.